# C-7
C-7 fue un misil aire-aire italiano guiado por infrarrojos, desarrollado en 1957 y en producción entre 1961 y 1962, del que se fabricaron unas 200 unidades.
El diseño fue encargado a Contraves, para más tarde ser asignado a SISPRE, una subsidiaria de Fiat. Utilizaba un motor BPD M2P30 alimentado con polibutadieno como combustible sólido, proporcionando un impulso específico de 220 segundos.

## Datos técnicos
- Masa total: 65 kg.
- Diámetro del cuerpo principal: 0,16 m.
- Longitud total: 1,96 m.
- Envergadura: 0,64 m.
- Alcance máximo: 11 km.